# Список генеалогических баз данных
Это список генеалогических баз данных и онлайн-ресурсов, содержание которых не ограничено определенным местом, группой семей или периодом времени.

## Список для общих целей
| Проект                                    | Описание |
| ----------------------------------------- | --- |
| Ancestry.com                              | Коммерческая генеалогическая компания. Базы данных включают Find a Grave, RootsWeb, бесплатное генеалогическое сообщество и Newspapers.com.                                                                           |
| Archives.gov                              | Национальное управление архивов и документации США. Бесплатный онлайн-репозиторий с разделом, посвященным генеалогическим исследованиям                                                                               |
| BALSAC                                    | База данных населения Квебека, Канада |
| Cyndi's List                              | Тысячи ссылок на ресурсы, категоризированные и снабженные перекрестными ссылками |
| Familypedia                               | Бесплатная совместная семейная история вики с использованием Semantic MediaWiki |
| FamilySearch                              | Изображения и индексы, разработанные Церковью Иисуса Христа Святых последних дней |
| Find a Grave                              | Онлайн-база данных записей о захоронениях (более 152 миллионов записей о захоронениях и 75 миллионов фотографий) |
| Findmypast                                | Крупнейший сайт с оцифрованными и транскрибированными британскими записями |
| Fold3                                     | Онлайн-репозиторий, ранее известный как Footnote, посвященный военным записям; принадлежит Ancestry.com |
| FreeBMD                                   | Индекс рождений, браков и смертей (BMD) в Англии и Уэльсе с 1837 по 1983 гг. |
| Genealogica                               | Онлайн-база данных исторического населения Румынии с вики-сайтом по истории семьи MediaWiki |
| Geneanet                                  | Французский генеалогический сайт с более чем 3 миллионами участников и некоторыми оцифрованными архивными записями |
| Geni.com                                  | Крупный генеалогический сайт, наиболее известный своей работой по составлению уникального "мирового генеалогического древа", объединяющего всех волонтеров. Был куплен MyHeritage, но продолжает работать независимо. |
| GENUKI                                    | Информация о Британских островах |
| Library and Archives Canada               | Официальные архивы Канады, записи переписи населения, правительственные записи, книги, газеты, изображения и многое другое.                                                                                           |
| MyHeritage                                | Агрегированная поисковая система и генеалогические базы данных, по утверждениям, содержат более 20 миллиардов записей.                                                                                                |
| National Archives of Ireland              | Официальное хранилище государственных записей Ирландии, включая записи переписей, завещаний и административных актов, а также другие генеалогические записи.                                                          |
| New England Historic Genealogical Society | Старейшее генеалогическое общество Америки, предоставляющее образовательные и исследовательские ресурсы с более чем 1,4 миллиардами записей.                                                                          |
| Родовод                                   | Глобальная генеалогия на многих языках, генеалогическая вики |
| Serbian Genealogical Society              | Онлайн-база данных с фамилиями, местонахождениями и справочной информацией |
| TheGenealogist                            | Записи в основном охватывают Британские острова. |
| Trackuback                                | Онлайн-визуализация генеалогии на основе контекста, включая культурную хронологию и старые карты |
| WeRelate                                  | Генеалогическая вики и совместный индекс мест, спонсируемый Allen County Public Library и Foundation for On-Line Genealogy                                                                                            |
| GEDmatch                                  | Для сравнения файлов данных аутосомной ДНК от разных тестирующих компаний. Используется правоохранительными органами для идентификации подозреваемых.                                                                 |
| WikiTree                                  | Бесплатное генеалогическое сообщество, нацеленное на создание всемирного генеалогического древа, доступного каждому                                                                                                   |
| Reclaim The Records                       | Некоммерческая группа, занимающаяся публикацией записей, распространение которых ограничено законами и общественным достоянием.                                                                                       |

## Сравнение известных баз данных для загрузки генеалогических деревьев
Некоторые из них также имеют функции социальных сетей.
| Сайт           | Рейтинг трафика Alexa по состоянию на 2015 год | Бесплатные функции | Возможности для подписчиков |
| -------------- | ---------------------------------------------- | --- | --- |
| Ancestry.com   | 457                                            | - Многоязычный пользовательский интерфейс. - Некоторые записи доступны бесплатно для всех, но большинство доступны только по платной подписке. | Преимущества для подписчиков различаются в зависимости от класса подписки. |
| FamilySearch   | 2471                                           | - Все функции бесплатны - Доступ к некоторым записям возможен только в местном офисе FamilySearch или через учетную запись члена библиотеки. | н/д |
| Geneanet       | 9814                                           | - Многоязычный пользовательский интерфейс. - Просмотр исторических записей. - Поиск в деревьях других пользователей. - Загрузка отсканированных документов и фотографий. - Доступ к указателю генеалогических мест. - Доступ к указателю источников. - Соединение деревьев, созданных разными пользователями, с помощью предложенных соответствий. - Добавление своего генеалогического древа (неограниченного размера).                                                                                   | - Оповещения о фамилиях - Доступ к библиотеке из 3 миллиардов человек - Сравнение деревьев. |
| Genes Reunited | 64853 (1795 ГБ)                                | - Добавьте свое генеалогическое древо (неограниченный размер). - Форумы и доски объявлений. | - Просмотр исторических записей. - Отправка сообщений другим участникам. - Просмотр деревьев других участников. |
| Geni.com       | 6114                                           | - Социальная сеть. - Веб-редактирование собственной сети. - Загрузка файлов GEDCOM. - Древовидное представление отображается только для пользователей, вошедших в систему. | - Поиск в деревьях других пользователей. - Объединение деревьев, созданных разными пользователями. - Совместное редактирование деревьев друзей. |
| MyHeritage     | 4214                                           | - Многоязычный пользовательский интерфейс. - Соединение деревьев, созданных разными пользователями, с помощью предложенных совпадений - Ограничение в 250 человек в дереве | - Лимит 2500/неограниченное количество лиц в дереве в зависимости от плана - Временная шкала и Timebook |
| Родовод        | 217138                                         | - Социальная сеть на основе Wiki. - Веб-редактирование собственной сети. - Многоязычный пользовательский интерфейс. - Поиск в деревьях других пользователей. - Соединение деревьев, созданных разными пользователями. - Совместное редактирование. - Загрузка отсканированных документов и фотографий. - Доступ к указанному генеалогическому индексу мест. - Доступ к указанному индексу источников. - Уведомление по электронной почте об обновлениях на просматриваемых страницах.                      | н/д |
| Trackuback     |                                                | - Загрузка файлов GEDCOM - Одновременная визуализация всех предков в генеалогическом древе - Окно географии с современной картой - Временная шкала с личной информацией - Инструменты для редактирования вашей генеалогии на базовом уровне | - Загрузка отсканированных документов и фотографий - Автоматическая геотегировка мест для событий - Расширенный поиск в генеалогическом древе - Хронология с культурным содержанием - Старые карты и исторические места - Информация на основе Wiki |
| WeRelate       | 203422 (38022 US)                              | - Социальная сеть на основе Wiki. - Веб-редактирование собственной сети. - Загрузка и скачивание файлов GEDCOM. - Поиск в деревьях других пользователей. - Соединение деревьев, созданных разными пользователями. - Совместное редактирование. - Загрузка отсканированных документов и фотографий. - Доступ к указателю генеалогического места. - Доступ к указателю источника. - Уведомление по электронной почте об обновлениях на просматриваемых страницах. - Сопоставление дубликатов и общих предков | Платная поддержка |
| WikiTree       | 20423 (8755 US)                                | - Социальная сеть на основе Wiki. - Веб-редактирование собственной сети. - Загрузка и скачивание файлов GEDCOM. - Совместное редактирование. - Загрузка отсканированных документов и фотографий. - Сопоставление дубликатов и общих предков. - Уведомление по электронной почте об обновлениях на просматриваемых страницах. - Индивидуально управляемые настройки конфиденциальности для каждого профиля.                                                                                                 | н/д |